# Архидиаконат Бодмина
Архидиаконат Бодмина (англ. Archdeaconry of Bodmin) — архидиаконат диоцеза Труро в Церкви Англии. Основан королевским указом 21 мая 1878 года на территории выделенной из архидиаконата Корнуолла. Занимает восточную часть епархии с пятью диаконатами (благочиниями) — Ист Вайвелшир, Вест Вайвелшир, Страттон, Тригг Мейджор, Тригг Минор и Бодмин. Первоначально в состав архидиаконата входили шесть диаконатов, но затем Тригг Минор и Бодмин были объединены в одно благочиние.
Во главе архидиаконата находится архидиакон Бодмина, который является старшим церковным сановником после епископа в диоцезе Труро. В настоящее время это место занимает Её преподобие Келли Беттеридж, рукоположенная в мае 2021 года.

## Архидиаконы Бодмина
| №   | Имя                                   | Годы служения | Годы служения   | Причина утраты титула              |
| №   | Имя                                   | с             | по              | Причина утраты титула              |
| --- | ------------------------------------- | ------------- | --------------- | ---------------------------------- |
| 1.  | Реджинальд Хобхаус Reginald Hobhouse  | 1878          | 1892            | ушёл на покой                      |
| 2.  | Генри Дю Болей Henry Du Boulay        | 1892          | 1924            | ушёл на покой                      |
| 3.  | Монтегю Уильямсон Montague Williamson | 1924          | 1939            | умер                               |
| 4.  | Уильям Ригг William Rigg              | 1939          | 1952            | ушёл на покой, почётный архидиакон |
| 5.  | Джон Веллингтон John Wellington       | 1953          | 1956            | ушёл на покой, помощник епископа   |
| 6.  | Уильям Прайор William Prior           | 1956          | 1961            | ушёл на покой, почётный архидиакон |
| 7.  | Артур Уильямс Arthur Williams         | 1962          | 1969            | ушёл на покой, почётный архидиакон |
| 8.  | Конрад Мейер Conrad Meyer             | 1969          | 1979            | ушёл на покой                      |
| 9.  | Джон Уингфилд John Wingfield          | 1979          | 1981            | ушёл на покой, почётный архидиакон |
| 10. | Джордж Темпл George Temple            | 1981          | 1989            | ушёл на покой, почётный архидиакон |
| 11. | Родни Уайтман Rodney Whiteman         | 1989          | 2000            | ушёл на покой, почётный архидиакон |
| 12. | Клайв Коэн Clive Cohen                | 2000          | 2011            | ушёл на покой, почётный архидиакон |
| 13. | Одри Элкингтон Audrey Elkington       | 2011          | 28 февраля 2021 | ушла на покой                      |
|     | Келли Беттеридж                       | 23 мая 2021   |                 |                                    |